# Doodstraf in Costa Rica
Op 7 november 1949 werd de doodstraf in Costa Rica grondwettelijk verboden. Dit was enkele maanden nadat Duitsland als eerste land ter wereld de doodstraf per grondwet verbood. Wettelijk was de doodstraf al sinds 1877 verboden, en sinds 1859 niet meer uitgevoerd. Alleen Portugal (1867), San Marino (1865), Venezuela (1863) en Liechtenstein (1798) hebben de doodstraf eerder afgeschaft.